# Rockmusik under 1980-talet
Under 1980-talet både diversifierades och specialiserades ungdomskulturerna starkt. De två populärmusikaliska huvudfåror som drogs upp under 1950- och 60-talen, popen liksom rocken, stod sig fortsatt starka och begreppet arenarock associeras fortfarande ofta med 1980-talet. Men även en hel rad nya kulturyttringar uppstod, där musiken hade en bärande del. Popmusiken liksom rockmusiken - det vill säga det som var populärmusik under 1980-talet - kom från England och USA under 1960-talet, men under 1980-talet hade ett par länder till tagit klivet fram som stilbildande. Dock var de nya genrerna som bildades, eller som fick sitt breda genombrott, under 1980-talet så pass smala att de bara delvis kan räknas till populärmusik. 

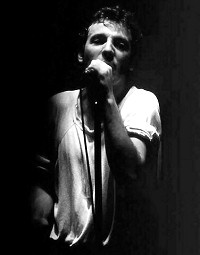
Bruce Springsteen 1981. Bruce Springsteen blev en viktig framträdare för arenarock under 1980-talet.

Ett av många band från detta decennium var Queen som hade blivit riktigt stora nu, även om de bildades redan under 1970-talet. Queen hade inte direkt skaffat sig en speciell genre utan spelade lite av varje, men inom rocken har de varit stora förebilder med låtar som We Will Rock You och Bohemian Rhapsody.
En annan företrädare för arenarocken var amerikanen Bruce Springsteen - särskilt efter att ha fått en hit med låten Born in the USA.
Svenska Europe hade 1986 en världshit med The Final Countdown. Det är en låt som har rocksång, synthesizer och heavy metal-trummor. Låten är alltså en hybrid, en crossover, men är uppbyggd som en vanlig rocklåt.

## Nya relaterade genrer under 1980-talet

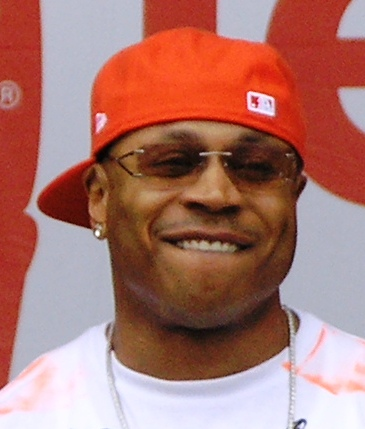
LL Cool J var en av rapparna som företrädde den nya svarta musiken

Noterbara nya musikgenrer under 1980-talet var:
- Hiphop, detta var det vanliga namnet för rapmusik under detta årtionde. Ursprungsland USA.
- Extremmetal med sina undergenrer, samlingsbegreppet extremmetal tillkom långt senare men förklarar fenomenet. Den likaledes nystartade hardcoremusiken brukar inte räknas till extremmetal då den härstammade ur punken (men var även influerad av heavy metal). Ursprungsländer England, USA och Sverige.
- Synthmusiken. Visserligen hade Kraftwerk börjat redan under 70-talet, men som musikalisk och ungdomskulturell massrörelse var 1980-talet det bildande årtiondet. Ursprungsland Tyskland.

I Sverige var en vanlig schism den mellan hårdrockare och synthare då de var de två största rörelserna på den nya scenen. Båda stilarna antydde en hårdför revolt mot det som varit, det vill säga mot de mjukare stilarna pop och rock (som dock fortfarande dominerade arenorna under detta årtionde) - men detta gjordes på två olika sätt. Den musikaliska skillnaden var att synthmusik framfördes enbart med konstgjorda (synthetiserade) ljudkompositioner, med rena ljud, medan hårdrocken använde enbart vanliga akustiska men elförstärkta, och distade instrument - allt annat (d.v.s. konstgjorda ljud) var inom hårdrocken tabu. Dock blandades stilarna senare.

### Metal

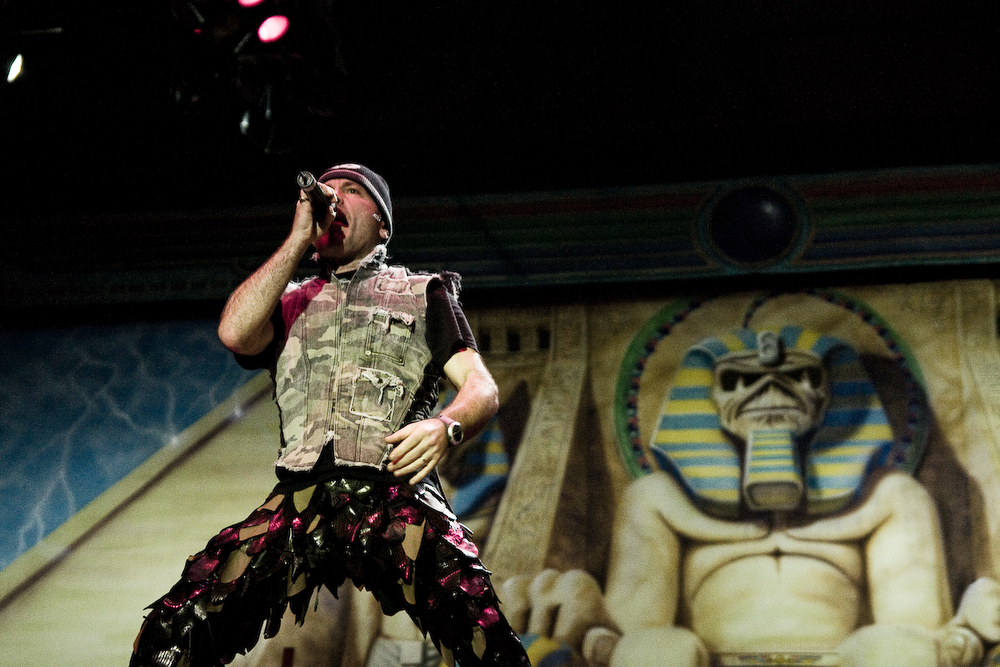
Iron Maiden gjorde 1984 ett album som var egyptiskt inspirerat - 2008 gjorde de en hel turné på det temat. Bilden visar sångaren och dekoren under denna.

Metalmusiken - en hårdare variant av rockmusik som uppfunnits ett årtionde tidigare - växte sig under 1980-talet stor med heavy metal-bandet Iron Maiden, glam metal-banden Scorpions och Def Leppard och thrash metal-bandet Metallica. Från Los Angeles kom den glamorösa 80-talsscenen och banden Mötley Crüe, och dess största akt Guns n Roses, som kan räknas till både hårdrock och metal beroende på vilka aspekter som beaktas.

#### Från provocerande till elakt
Även ett mellanting mellan rock och metal var mycket stort, nämligen den hårdare variant av rock (hårdrock) som kulminerade under 1980-talet. W.A.S.P., Kiss och Twisted Sister, efterföljare till Led Zeppelin och Black Sabbath, fyllde stora arenor med sin aggressiva rockmusik. 1982 kom hårdrocksalbumet The number of the beast och 1983 Shout at the Devil vilka alltså båda handlar om djävulen. Dessa kom inte att spelas i etablerade media. 1984 skedde däremot ett kulturellt kvantsprång, jämförbart med de kvantsprång som en gång var popens (jämför begreppet Beatles-lugg från 1960-talet) och rockens födelse (också en ungdomsrevolt på sin tid). Heaven's on Fire, I Wanna Be Somebody och We're Not Gonna Take It inte bara släpptes just det året, utan spelades ofta i etablerade media, i till exempel Sverige. Att ett såpass hårt uttryck som dessa amerikanska band stod för spelades i radio och tv, var något nytt. På samma sätt som 1950-talets kvantsprång när Elvis uttryckte sex explicit inom musiken, infördes nu råare musikstilar som en del av ungdomskultur.
En annan noterbar musiker under 1980-talet, Alice Cooper kan antas ha inspirerats av detta, då han två år senare släppte He's Back vilken gav en ny dimension åt skräckrocken. Cooper själv har dock i efterhand kallat sina skräckföreställningar för vaudeville, och även sagt att hans "scenmonster" (scenperson) Alice Cooper (namnet är taget) blivit ohanterbar, en egen entitet skiljt från hans person.
5 år efter att hårdrocken etablerat sig i mainstreammedia sammanfattades den så provocerande 80-talsvågen av hårdrock i och med Skid Row's hitlåt Youth Gone Wild 1989.

#### Från elakt till sataniskt

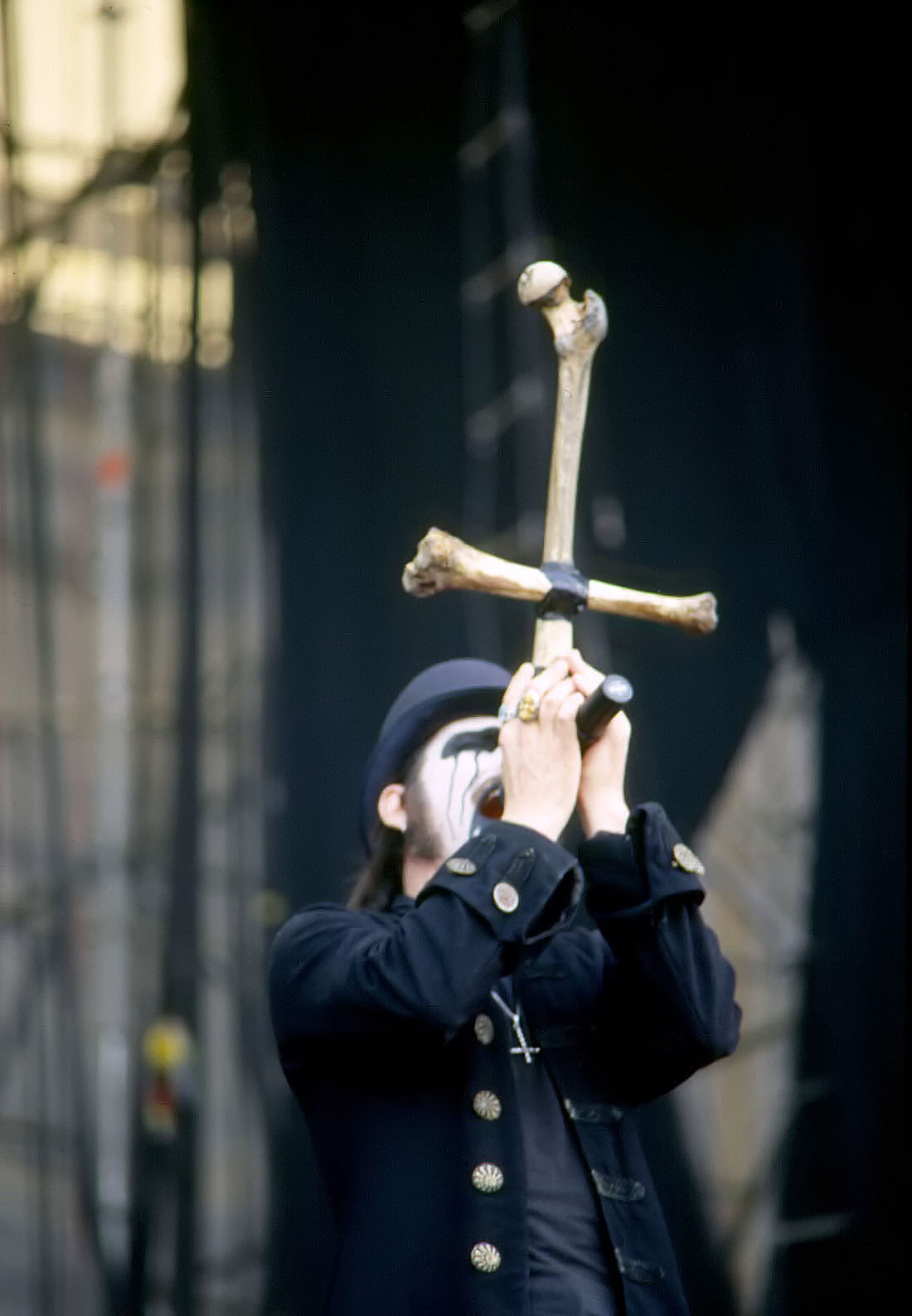
Klassiskt skolade falsettsångaren King Diamond vände gärna på korset. Han förde under 80-talet in operan i metalmusiken, vilket ledde till en ny genre. Två årtionden senare fanns festivaler med enbart metalband, vars sångare var operainspirerade kvinnor.

En riktig elaking under 1980-talet, som inte ursäktat sig vare sig då eller senare, var ockultisten King Diamond, som under denna tiden kallades "den enda sanna djävulsdyrkaren i musiken".[källa behövs] Parallellt med det hittills beskrivna, som fortfarande var en del av den vanliga rockmusiken, utvecklades under 1980-talet dock även riktigt elak musik,[källa behövs] nämligen black metal, av bland andra Quorthon. Black metal följer inte nödvändigtvis rockformeln (4/4-takt och uppbyggnad med verser och refräng) utan kan använda udda takter och kan även helt sakna traditionell låtstruktur, som refränger. Ockultism och satanism inom musiken[källa behövs] förbigicks dock av etablissemanget och den stora massan, eftersom det var fråga om subkultur. Istället vände sig allmänheten mot de större banden W.A.S.P. ("We Are Satans People") och Twisted Sister, de senare åtalades för att ungdomar tagit livet av sig. Bandet anklagades för att medvetet ha gjort skivorna spelbara baklänges, och att det vid baklänges uppspelning på skivspelare ska ha framgått ett satanistiskt budskap. Twisted Sister friades, och de var inte det första bandet som blivit anklagade för samma sak. De tidigare låtarna Led Zeppelins Stairway to Heaven, liksom Hotel California, har också blivit anklagade för baklängesbudskap om satanism eller bejakande av droger. Dock var det alltså just i 1980-talet som brännfokus i den frågan hamnade, och det gick till rättegång.
Några som faktiskt använde just inspelade baklängesmeddelanden var däremot Slayer. Men detta (thrash metal) var subkultur och eftersom musiken inte spelades i radio och tv nådde den inte de som var emot den.

#### Andra extrema grenar

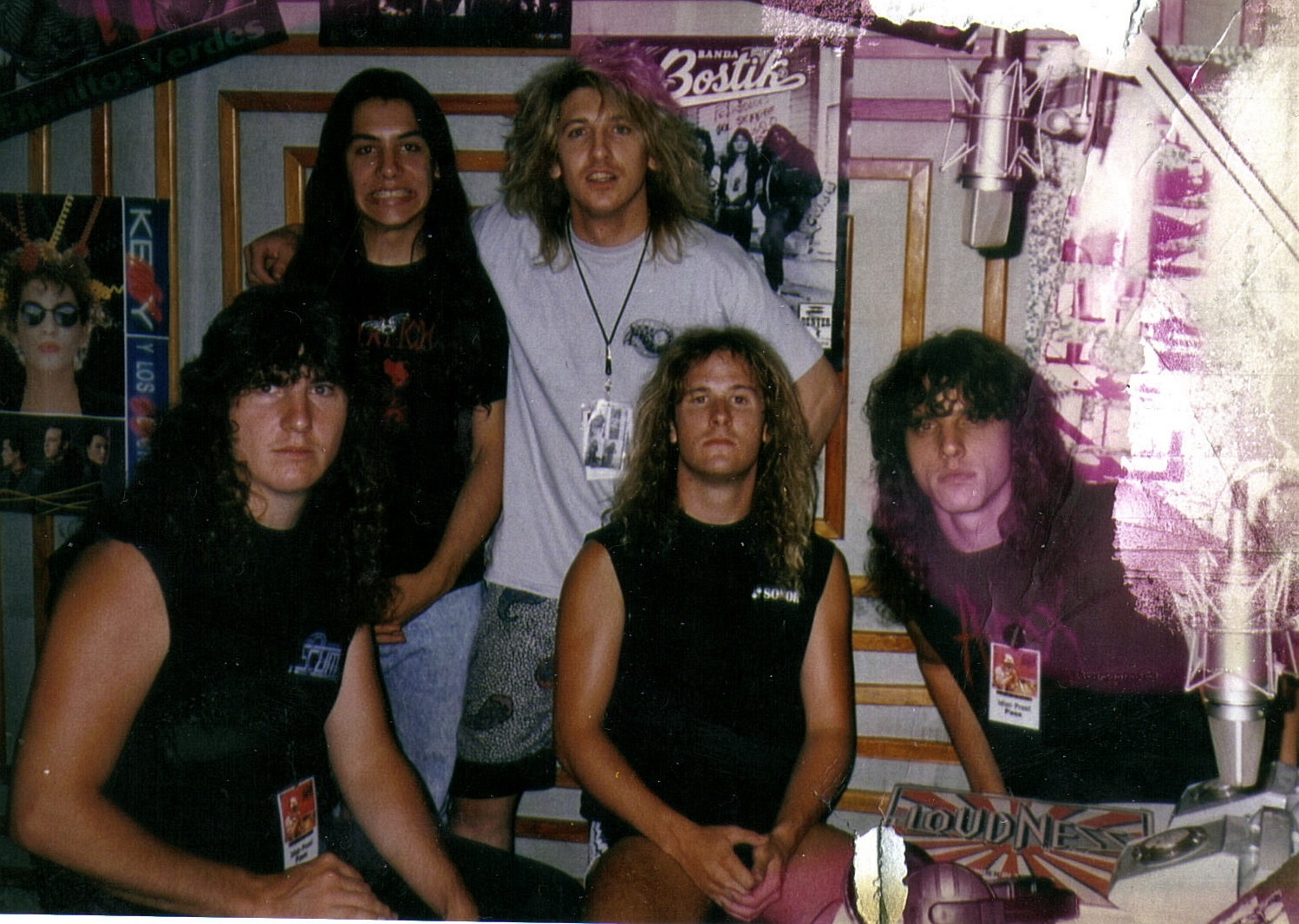
1989. Chuck Schuldiner längst till höger utvecklade nästan själv 80-talsgenren death metal - men fick snabbt otaliga efterföljare både i USA och Europa. På bilden även tillfälliga medmusiker i hans band Death.

Den tuffaste musikstilen var under 1980-talet grindcore med sin än värre undergenre goregrind, båda utvecklades i England. Här var rockmusiken uppbruten i sina beståndsdelar och taktarten som nämns, åtminstone i efterhand - är entakt, för grindcore. Grindcore-grundarna Napalm Death namngav även trumkompet blastbeats.
Det stilbildande goregrind-bandet Carcass började som ett vanligt grindcore-band med korta låtar och uteslutande ett rasande tempo. Med tiden började de dock göra normallånga låtar och utvecklade en unik låtstruktur. De använde många tempoväxlingar och långa sjok av obegriplig text för en oinsatt, då låtarnas texter visserligen var normalt strukturerade i strofer, men var språkligt så löst sammansatta att det knappast gick att få ordning på dem för en utomstående. De i stort sett radade upp latinska fackbegrepp från patologin eller läkarvetenskapen i stort. Goregrind är musikens motsvarighet till (den mer välkända) filmgenren splatter, en form av skräckfilm med mycket gore.
USA:s motsvarande värsta genre var death metal med centrum i Florida. Men även svenska band drev utvecklingen åt samma håll. Innan 1980-talet var slut hade svenska dödsmetallband börjat turnera med sin musik.
Vissa rockband började också bryta ned rytmen som helhet med antingen extremt korta låtar (till exempel 3 sekunder med SOD) eller breakdowns.

### Synthmusiken

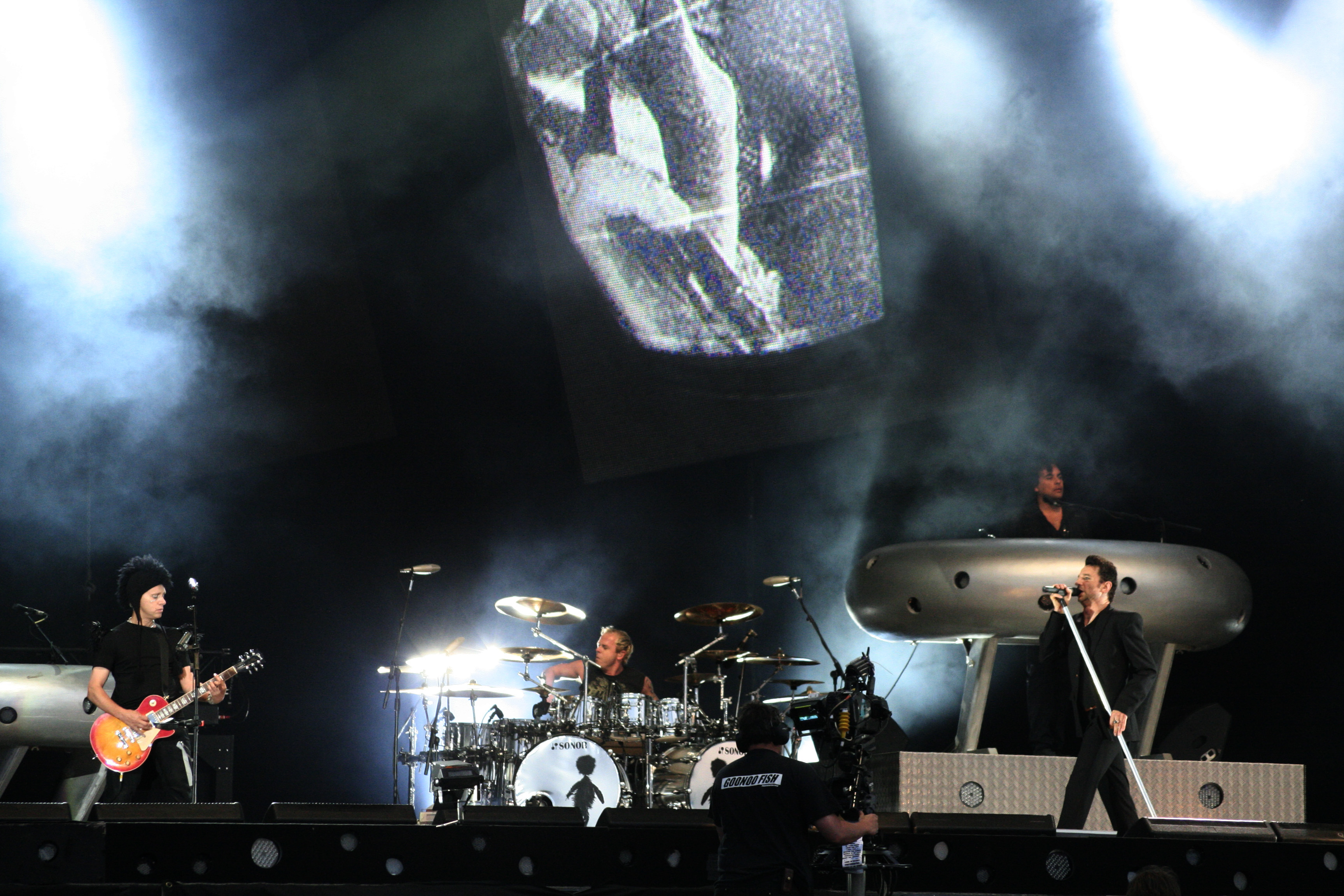
Depeche Mode växte sig till ett världsnamn under 1980-talet.

Synthmusiken var visserligen välutvecklad i och med 1980-talets start. Kraftwerk hade redan funnits i ett decennium och gett ut flera skivor som vunnit mark. Allt var egentligen klart redan: Kraftwerk hade bevisat att det går att göra musik med känsla - men använda elektronik istället för akustiska instrument i konstutövandet sånär som på sången, som ju inte var syntetisk.
Men det var under 1980-talet som den musikaliska boomen kom. En uppsjö synthband kom - där Depeche Mode blev störst med sin starka dragning åt mainstreammusiken (pop och rock). Om Depeche Mode stod för den mjukare sidan av synthmusiken stod Front 242 för den hårdare och 
Nitzer Ebb för den ännu hårdare. Frontline Assembly och Skinny Puppy kom till skillnad mot de andra banden inte från Europa och hade en annan riktning (industrisynth). Indochine utmärkte sig på ett annat sätt - nämligen genom asiatiska teman och att de sjöng på franska (sitt eget språk.)